# Kapsova Lhota
Kapsova Lhota je malá vesnice, část obce Radošovice v okrese Strakonice v Jihočeském kraji. Nachází se asi 1,5 kilometru východně od Radošovic; protéká jí Svaryšovský potok. Je zde evidováno 36 adres. V roce 2011 zde trvale žilo devadesát obyvatel. Kapsova Lhota je také název katastrálního území o rozloze 1,58 km².

## Historie
První písemná zmínka o vesnici pochází z roku 1303.

## Obyvatelstvo
| Rok            | 1869 | 1880 | 1890 | 1900 | 1910 | 1921 | 1930 | 1950 | 1961 | 1970 | 1980 | 1991 | 2001 | 2011 | 2021 |
| -------------- | ---- | ---- | ---- | ---- | ---- | ---- | ---- | ---- | ---- | ---- | ---- | ---- | ---- | ---- | ---- |
| Počet obyvatel | 143  | 149  | 117  | 129  | 135  | 150  | 146  | 138  | 134  | 123  | 96   | 80   | 91   | 90   | 90   |
| Počet domů     | 20   | 24   | 22   | 23   | 26   | 26   | 25   | 32   | 32   | 31   | 30   | 33   | 33   | 36   | 36   |

## Obecní správa
Při sčítání lidu v letech 1850–1920 Kapsova Lhota byla osadou obce Svaryšov v okrese Strakonice. V letech 1921–1959 byla samostatnou obcí v okrese Strakonice. Od roku 1960 je částí obce Radošovice v okrese Strakonice.

## Pamětihodnosti a zajímavosti

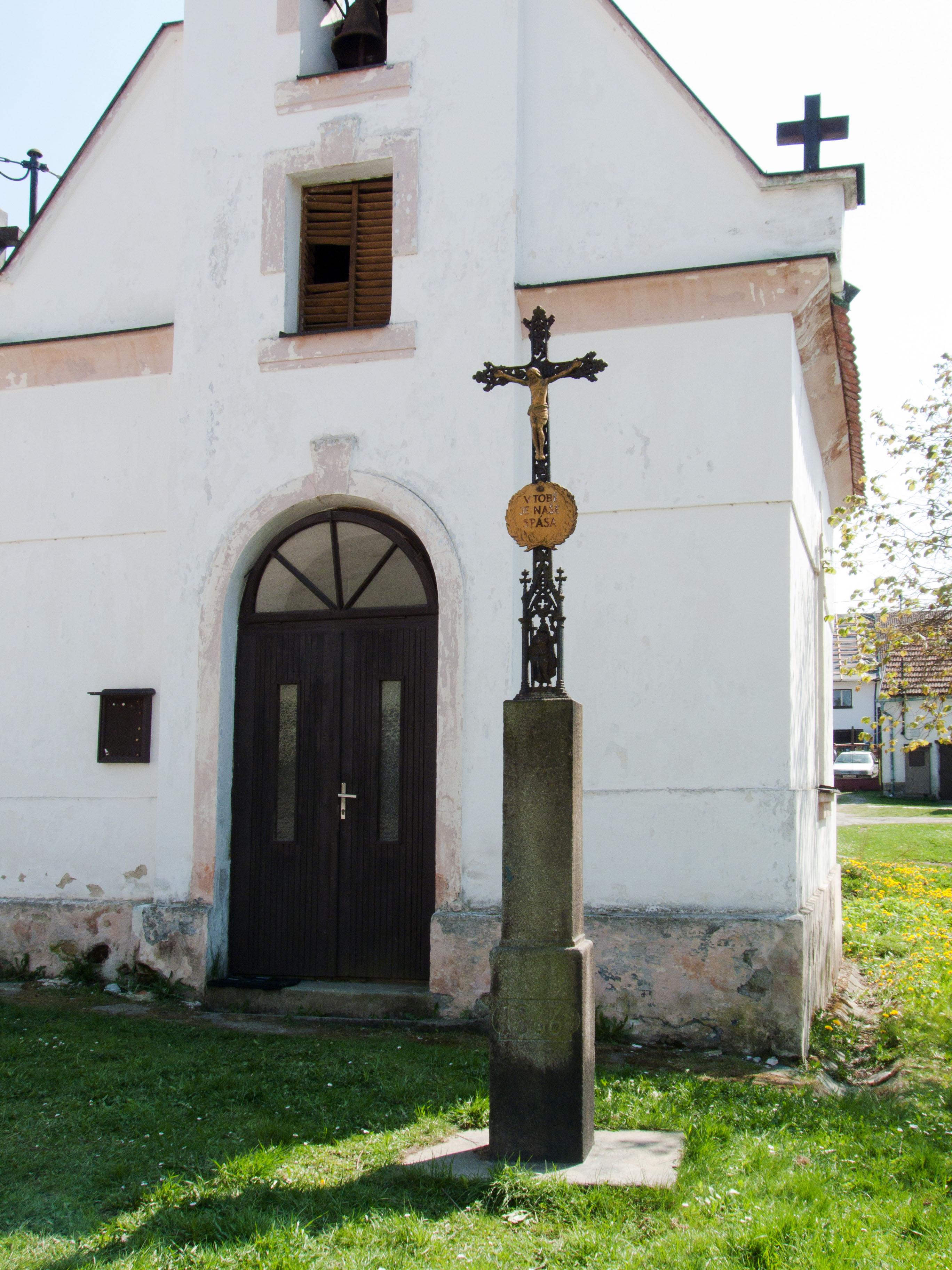
Kaple svaté Ludmily

- Návesní kaple svaté Ludmily vystavěná kolem roku 1925[10]
- Křížek u kaple
- Při silnici na Radošovice se nachází koupaliště[11]